# ميوزكفيليا
ميوزكفيليا: حكايا الموسيقى والدماغ، كتاب أصدره أوليفر ساكس الذي أكتشف فيه نطاق الأمراض السيكولوجية والفيزيولوجية واتصالاتهم المثيرة للـموسيقى. قُسم الكتاب إلى ٤ أجزاء بتسمية كل جزء باسمه الخاص؛ لُقب الجزء الأول ب "مسكون بالموسيقى" الذي يحلل بدايات الموسيقيات وال"موزيكفيليا" (والميوزك فوبيا) الغامضة. الجزء الثاني هو نطاق الموسيقى الذي ينظر إلى الحوادث الموسيقية والمشاعر الموسيقية. سُميت الأجزاء الثالث بـ الذكرى والحركة والموسيقى بينما سُمي الرابع بـ المشاعر والهوية والموسيقى. يتكون كل جزء من ٦ إلى ٨ فصول وكُرس كل فصل لقضية دراسية معينة (أو عدة متصلة) وتكون الدراسات تتعلق بعنوان القسم. تقديم الكتاب بهذه الصيغة جعل من عملية قراءته غير مترابطة في حالة قراءة الكتاب من البداية للنهاية أو في تلك الحالات التي يريد فيها القارئ قراءته بشكل سريع بدون السياق الكامل، ظهرت أربعة دراسات من الكتاب في برنامج نوفا الأذهان الموسيقية الذي تمت إذاعته في ٣٠ يونيو ٢٠٠٩.

## الهدف
وفقًا لساكس فقد كُتب ميوزكفيليا لمحاولة توسيع المفهوم العام لموسيقى للمجتمع وتأثيرها على الدماغ وأيضًا صرح ساكس في مقدمة الكتاب أن الموسيقى دائمة الوجود وتؤثر على حياة اليومية وكيف نتصرف ونفكر، ولكن بعض أنواع الحيوانات (مثل الطيور) التي تكون براعتها الموسيقية أسهل في الفهم في المرحلة البيولوجية والتطويرية، كذلك إنجذاب البشرية إلى الموسيقى والأغاني هو أقل وضوحًا حيث أنه لا يوجد "منطقة موسيقية" في الدماغ ولكن أغلبية الناس لديها القدرة الفطرية على التمييز بين "الموسيقى والنوتات الموسيقية والجرس وطبقات الأصوات والملامح اللحنية والتناغم و(أهم عنصر) الإيقاع."بعد وضع هذا في عين الإعتبار فقد حلل ساكس ميول الإنسان إلى الموسيقى عبر عدسات الجلسات العلاجية الموسيقية حيث تم توثيق نجاح علاج الكثير من الإصابات العصبية والأمراض من خلال الموسيقى، ساعد هذا المفهوم  (وقضية طبية شهدها ساكس في عام ١٩٦٦ حيث نجح علاج مريض باركينسون عبر الجلسات العلاجية الموسيقية) على تحفيز ساكس على تجميع قضايا طبية التي عولجت وجربت الموسيقى بشكل ما وبفعل ذلك وصح ساكس كل مثال بشرح العناصر العصبية التي لعبت دور في علاج المرضى وصحتهم بطرق تذهل الجماهير الفضولية.